# Kana
Kana o alfabeto sillabico giapponese è un termine generico per indicare i due sillabari fonetici giapponesi hiragana (平仮名) e katakana (片仮名), come pure l'antico sistema man'yōgana. Tutti questi si svilupparono dagli ideogrammi di origine cinese conosciuti in Giappone con il nome di kanji (漢字, pronuncia cinese "hanzi"), in alternativa o in aggiunta a questi; la parola kana significa "carattere prestato", perché derivato dal kanji. L'invenzione dei kana è tradizionalmente attribuita a Kūkai, monaco buddista vissuto tra l'ottavo e il nono secolo d.C.
I due tipi di alfabeto sillabico (hiragana e katakana) ideati nel periodo Heian (794－1185) attraverso la semplificazione dei corsivi di un ideogramma (hiragana) e attraverso l'utilizzazione di una parte di un ideogramma (katakana).
Tranne che per le cinque vocali e la "ん", si tratta di segni fonetici monosillabici. Quindi, eccetto la "ん", non esistono lettere che esprimono solo una consonante. Oggi le 47 lettere dello hiragana, insieme con i circa 2.000 ideogrammi (kanji), sono i caratteri fondamentali della scrittura giapponese; i katakana vengono usati per scrivere i nomi stranieri come ローマ (Roma), アントニオ (Antonio), ecc.
Tabella dei kana giapponesi hiragana e katakana (accostati, l'hiragana a sinistra e il katakana a destra) con la traslitterazione secondo il sistema Hepburn.
| vocale | k    | s    | t    | n    | h    | m    | y    | r    | w    |      |
| ------ | ---- | ---- | ---- | ---- | ---- | ---- | ---- | ---- | ---- | ---- |
| あア   | かカ | さサ | たタ | なナ | はハ | まマ | やヤ | らラ | わワ | んン |
| a      | ka   | sa   | ta   | na   | ha   | ma   | ya   | ra   | wa   | n    |
| いイ   | きキ | しシ | ちチ | にニ | ひヒ | みミ |      | りリ | ゐヰ |      |
| i      | ki   | shi  | chi  | ni   | hi   | mi   |      | ri   | (wi) |      |
| うウ   | くク | すス | つツ | ぬヌ | ふフ | むム | ゆユ | るル |      |      |
| u      | ku   | su   | tsu  | nu   | fu   | mu   | yu   | ru   |      |      |
| えエ   | けケ | せセ | てテ | ねネ | へヘ | めメ |      | れレ | ゑヱ |      |
| e      | ke   | se   | te   | ne   | he   | me   |      | re   | (we) |      |
| おオ   | こコ | そソ | とト | のノ | ほホ | もモ | よヨ | ろロ | をヲ |      |
| o      | ko   | so   | to   | no   | ho   | mo   | yo   | ro   | (wo) |      |

Le sillabe tra parentesi sono arcaiche; le sillabe ye, yi, wu non sono presenti nella lingua giapponese.

## Pronuncia in dettaglio
Nella tabella sottostante si spiega la pronuncia in giapponese, suono per suono, tale per cui i suoni sono poi combinabili tra loro. Sotto la tabella si forniscono alcune informazioni sugli allungamenti vocalici, sui dittonghi arcaici e su alcuni accomodamenti dal Primo Cinese Medio.
| Lettera/ dittongo (roomaji) | Hiragana  | Katakana | Trascriz. IPA | Spiegazioni |
| --------------------------- | --------- | -------- | ------------- | --- |
| a                           | あ        | ア       | /a/           | È una "a" di albero, come in italiano. |
| i                           | い        | イ       | /i/           | È una "i" di interno, come in italiano. Questa vocale deriva dall'assimilazione di due diverse tipologie di vocali dall'Old Japanese, trascritte come i1 e i2. Su che suoni rappresentassero queste vocali è ancora attivo un dibattito molto acceso. Queste distinzioni valgono solo in alcune sillabe. |
| u                           | う        | ウ       | /ɯ/ < */u/    | È una "u" di uno, ma non è arrotondata/procheila. In altre parole, oggi si pronuncia tenendo le labbra non arrotondate ma rilassate. Anticamente, si pronunciava arrotondata, come in italiano. |
| e                           | え        | エ       | /e/           | È una "e" di evento, come in italiano. Anche questa vocale deriva dall'assimilazione di due diverse tipologie di vocali dall'Old Japanese, e1 e e2. |
| o                           | お        | オ       | /o/           | È una "o" di occhio, chiusa e arrotondata e come in italiano. Anche questa vocale deriva dall'assimilazione di due diverse tipologie di vocali dall'Old Japanese, o1 e o2. |
| ya                          | や        | ヤ       | /ja/          | È una "ia" di già, come in italiano: è un dittongo. In generale, la /j/ semivocalica non si raddoppia: la confusione può derivare per un'interferenza con l'italiano (e.g. con parole come "aglio", diversa da "ahio". Peraltro, il suono in questione non è nemmeno /j/, ma /ʎ̩/ tensificato/raddoppiato/geminato). La /j/ semivocalica in roomaji (il sistema più diffuso in assoluto è il sistema Hepburn, dal nome del missionario che lo inventò) si scrive con la "y". |
| ye                          | 𛀁 / いぇ | イェ     | /je/          | È una "ie" di iena, come in italiano: è un dittongo che si reperisce in prestiti. Ufficialmente, esiste solo la versione in katakana. In hiragana il dittongo, largamente in disuso, si ottiene affiancando due vocali. Una seconda versione di scrittura è una sillaba rarissima, 𛀁, che deriva dalla stilizzazione di 江, un sinogramma e kanji che indica il concetto di "grande fiume" (radicale dell'acqua 水 e, come chiave di lettura, la squadra da carpentiere 工). |
| yu                          | ゆ        | ユ       | /jɯ/ < */ju/  | È una "iu" di iuta, come in italiano ma tenendo la "u" non arrotondata. Anticamente, il dittongo era pronunciato arrotondato. |
| yo                          | よ        | ヨ       | /yo/          | È una "io" di sciolto, arrotondata. |
| wa                          | わ        | ワ       | /ɰa/ < /wa/   | È una "ua" di quaglia, ma con la "u" semivocalica non arrotondata. La versione semivocalica di /ɯ/ si scrive /ɰ/, pertanto il dittongo è /ɰa/. Anticamente, la semivocale era arrotondata come in italiano, pertanto il dittongo era /wa/. La /w/ semivocalica si romanizza con la lettera "w". Il dittongo è ancora in uso in giapponese ma in isolamento: nei kanji, è caduto. |
| wi                          | ゐ        | ヰ       | /ɰi/ < /wi/   | È una "ui" di qui, sempre con le labbra rilassate. Anticamente, era /wi/. Oggi questa sillaba è in disuso pure negli anglicismi/wasei-eigo in Japanglish, ma è utile se si affronta la pronuncia storica in particolare dei kanji, con cui si può fare un confronto con i prestiti cinesi in altre lingue e con il cinese stesso. In più, siccome questo dittongho si è ridotto in /i/, molti kanji non rispecchiano la pronuncia cinese e sino-xenica, ragion per cui solo in apparenza sembrano avulsi e scollegati dal cinese. Lo stesso discorso vale per "-wa", ridotto in /a/. |
| we                          | ゑ        | ヱ       | /ɰe/ < /we/   | È una "ue" di quelli, sempre con le labbra rilassate. Anticamente, era /we/. Oggi questa sillaba è in disuso, ma la sua utilità è analoga a "wi" e a "-wa" usato dentro una sillaba. |
| wo                          | を        | ヲ       | /ɰo/ < /wo/   | È una "uo" di uomo, sempre con le labbra rilassate. Anticamente, era /wo/. Oggi, la sillaba è in disuso eccetto per la particella che indica il complemento oggetto diretto, を, che anticamente si pronunciava /wo/ e oggi si riduce in /o/: pertanto, la pronuncia è irregolare. |
| k                           | -         | -        | /k/           | È una "c" di cane/"ch" di chela/"k" di koala. La consonante si combina con ogni vocale, generando una distinta sillaba, ognuna con il suo segno grafico in katakana e hiragana (i due sillabari/kana sono nati da una stilizzazione di una serie di kanji). Il suono resta invariato di fronte a ogni vocale e dittongo. Al massimo, di fronte alla /i/ e /j/- si palatalizza leggermente. La /k/- e la versione palatalizzata /kʲ/- si riconoscono se si pronuncia alla massima velocità "ko-ku-ko-ku-ko-ku" e "ke-ki-ke-ki-ke-ki", lasciando la lingua libera di muoversi. La palatalizzazione è leggera: non diventa /t͡ʃ/, come nell'italiano "ciao"), ma più semplicemente il dorso della lingua si spinge più in avanti. Quando a una consonante si aggiunge il dittongo che inizia con /j/-, si usa come "base/perno/sedia" la versione in /kʲ/- e accanto si aggiunge il dittongo in dimensioni rimpicciolite. La "k" non cambia romanizzazione di fronte a nessuna vocale. Le combinazioni in hiragana e katakana sono: か ka, き ki, く ku (non arrotondata), け ke, こ ko; きゃ kya, きゅ kyu (non arr.), きょ kyo. カ ka, キ ki, ク ku (non arr.), ケ ke, コ ko; キャ kya, キュ kyu (non arr.), キェ kye, キョ kyo. |
| g                           | -         | -        | /g/           | È una "g" di galera/"gh" di ghiro; a differenza di /k/, la consonante è sonora (coinvolge cioè la vibrazione delle corde vocali: si metta il palmo della mano intorno alla gola e si pronunci prima "ffff" e poi "mmm"). Si ottiene aggiungendo due trattini in alto alle sillabe con k-. Il doppio trattino in alto si chiama "dakuten" o "nigori", cioè "impurità", e fa nascere le sillabe "impure", che sono sonore a prescindere. Prima del Periodo Edo (corrispondente allo shogunato Tokugawa/Primo Giapponese Moderno), in scrittura non era usanza comune disambiguare l'impurità. La /g/ si palatalizza di fronte alla /i/ e /j/ semivocalica, diventando /gʲ/. la /g/, se pronunciata in una parlata veloce, colloquiale e poco curata può ridursi in /ɣ/, cioè una "g" di galera senza contatto tra organi., come in spagnolo sia castigliano che latinoamericano. Le combinazioni in hiragana e katakana con roomaji sono: が ga, ぎ gi, ぐ gu, げ ge, ご go; ぎゃ gya, ぎゅ gyu, ぎょ gyo. ガ ga, ギ gi, グ gu, ゲ ge, ゴ go; ギャ gya, ギュ gyu, ギェ gye, ギョ gyo. |
| s                           | -         | -        | /s/ di base   | È una "s" di senza, sorda. Davanti alla /i/ e /j/- semivocalica, si palatalizza in /ɕ/. Cioè, si pronuncia una "sc" di scienza ma con la lingua già in posizione di "gn" di gnomo (/ɳ/), senza esagerare. in passato, non si palatalizzava: era */si/. La palatalizzazione è stata poi assunta anche di fronte alla /e/, poi caduta. La "s" palatalizzata cambia grafia in "sh-", grafia unica. Le combinazioni in hiragana e katakana con roomaji sono: さ sa, し shi, す su, せ se, そ so; しゃ sha, しゅ shu, しょ sho. サ sa, シ shi, ス su, セ se, ソ so; シャ sha, シュ shu, シェ she, ショ sho. |
| z                           | -         | -        | /d͡z/          | È una "z" di zero, sonora, come si pronuncia nel Nord Italia. Davanti a /i/ e /j/- semivocalica, si palatalizza in /d͡ʑ/, cioè una "g" di gioco pronunciata con a lingua già in posizione di "gn" di gnomo. In passato, non si palatalizzava: era */d͡zi/. La versione palatalizzata cambia grafia in "j-", grafia unica. Le combinazioni in hiragana e katakana con roomaji sono: ざ za, じ ji, ず zu, ぜ ze, ぞ zo; じゃ ja, じゅ ju, じょ jo. ザ za, ジ ji, ズ zu, ゼ ze, ゾ zo; ジャ ja, ジュ ju, ジェ je, ジョ jo. |
| t                           | -         | -        | /t/ di base   | È una "t" di tavolo, sorda. Di fronte alla /i/ e /j/- semivocalica, si palatalizza in /t͡ɕ/, cioè una "c" di ciao ma con la lingua già in posizione di "gn" di gnomo; la romanizzazione poi cambia in "ch-", grafia unica. In più, davanti a /ɯ/ non arrotondata, si lenisce diventando /t͡s/, cioè una "z" di zero, stavolta sorda; cambia pure la latinizzazione della sillaba: "tsu" (<*/tu/). In passato, la pronuncia era */t/ di fronte a ogni suono. Le combinazioni in hiragana e katakana con roomaji sono: た ta, ち chi, つ tsu, て te, と to; ちゃ cha, ちゅ chu, ちょ cho. タ ta, チ chi, ツ tsu, テ te, ト to; チャ cha, チュ chu, チェ che, チョ cho. |
| d                           | -         | -        | /d/ di base   | È una "d" di dente, sonora. Di fronte alla /i/ e /j/- semivocalica, si palatalizza in /d͡ʑ/, cioè una "g" di gioco pronunciata con a lingua già in posizione di "gn" di gnomo. Per non confondere la grafia con "ji" じ <*/d͡zi/ e tenere distinto "ji" ぢ <*/di/, in roomaji si può trascrivere questa nuova sillaba con "dji". Lo stesso discorso vale con ず zu e la nuova sillaba ヅ zu /d͡zɯ/ (<*/du/), che si può trascrivere "dzu" per non confonderla. Le combinazioni in hiragana e katakana con roomaji sono: だ da, ぢ (d/ji, づ (d)zu, で de, ど do; ぢゃ (d)ja, ぢゅ (d)ju, ぢょ(d)jo. ダ da, ヂ (d)ji, ヅ (d)zu, デ de, ド do; ヂャ (d)ja, ヂュ (d)ju, ヂェ (d)je, ヂョ (d)jo. |
| h                           | -         | -        | /h/ < */ɸ/    | È un'aspirazione sorda, come nell'inglese "have". Cambia grafia davanti alla /ɯ/ siccome si pronuncia come una effe "soffiata", cioè /ɸ/: è uno sbuffo d'aria che esce dalle labbra rilassate, senza che gli incisivi dell'arcata dentale superiore siano a contatto con il labbro inferiore, come nella /f/ italiana. La grafia è "fu". L'aspirazione si palatalizza di fronte a /i/ e /j/-, diventando /ç/: il suono si distingue da /h/ se si pronuncia alla massima velocità "kho-khu-kho-khu" e "khe-khi-khe-khi" focalizzandosi sull'aspirazione. Le combinazioni in hiragana e katakana con roomaji sono: は ha, ひ hi, ふ fu, へ he, ほ ho; ひゃ hya, ひゅ hyu, ひょ hyo. ハ ha, ヒ hi, フ fu, ヘ he, ホ ho; ヒャ hya, ヒュ hyu, ヒェ hye, ヒョ hyo. In giapponese, は ha usato come particella indicante il tema/topic di cui si parla si pronuncia e latinizza come "wa": la grafia, di contro, rispecchia la pronuncia arcaica, /ha/. Lo stesso vale per へ "e", che indica il moto da luogo: anticamente si pronunciava /he/. La terza e ultima irregolarità è presente, come detto in precedenza, nella particella del complemento oggetto diretto, "wo" /o/ </wo/. L'aspirazione è nata nel Primo Giapponese Medio ed era sempre pronunciata */ɸ/ |
| b                           | -         | -        | /b/           | È una "b" di balena, sonora. Si ottiene aggiungendo il doppio trattino in alto/dakuten/nigori/impurità alle sillabe in "h"-. Le combinazioni in hiragana e katakana con roomaji sono: ば ba, び bi, ぶ bu, べ be, ぼ bo; びゃ bya, びゅ byu, びょ byo. バ ba, ビ bi, ブ bu, ベ be, ボ bo; ビャ bya, ビュ byu, ビェ bye, ビョ byo. |
| p                           | -         | -        | /p/           | È una "p" di pallone, sorda. Si ottiene aggiungendo un cerchiolino in alto alle sillabe in "h"- al posto dell'impurità, Il pallino si chiama "handakuten/maru". Anch'esso prima del Primo Giapponese Moderno non si disambiguava in scrittura. Le combinazioni in hiragana e katakana con roomaji sono: ぱ pa, ぴ pi, ぷ pu, ぺ pe, ぽ po; ぴゃ pya, ぴゅ pyu, ぴょ pyo. パ pa, ピ pi, プ pu, ペ pe, ポ po; ピャ pya, ピュ pyu, ピェ pye, ピョ pyo. |
| n                           | -         | -        | /n/           | È una "n" di nave, sonora. Di fronte a /i/ e /j/- semivocalica, si palatalizza in "gn" di gnomo /ɳ/. Le combinazioni in hiragana e katakana con roomaji sono: な na, に ni, ぬ nu, ね ne, の no; にゃ nya, にゅ nyu, にょ nyo. ナ na, ニ ni, ヌ nu, ネ ne, ノ no; ニャ nya, ニュ nyu, ニェ nye, ニョ nyo. |
| m                           | -         | -        | /m/           | È una "m" di mano, sonora. Le combinazioni in hiragana e katakana con roomaji sono: ま ma, み mi, む mu, め me, も mo; みゃ mya, みゅ myu, みょ myo. マ ma, ミ mi, ム mu, メ me, モ mo; ミャ mya, ミュ myu,ミ ェ mye, ミョ myo. |
| r                           | -         | -        | /ɹ/ < */ɾ~r/  | È una "r" senza vibrazione data dal contatto tra organi, come nell'inglese "reason, crime, car"... (attenzione: a fine parola in inglese, nella pronuncia Oxbridge/Queen English/Received il suono cade). Nell'Old Japanese era invece vibrante, come in italiano. Le combinazioni in hiragana e katakana con roomaji sono: ら ra, り ri, る ru, れ re, ろ ro; りゃ rya, りゅ ryu, りょ ryo. ラ ra, リ ri, ル ru, レ re, ロ ro; リャ rya, リュ ryu, リェ rye, リョ ryo. |
| -n                          | ん        | ン       | -/n/ di base  | È una codina nasale che si può inserire a fine sillaba e che, storicamente, deriva dall'influsso del Primo Cinese Medio nell'Old Japanese, che a fine sillaba non ammetteva altri suoni nemmeno nei primi prestiti sino-giapponesi. La codina compare a fine sillaba senza modifiche nelle dimensioni. -Se la sillaba in "-n" (romanizzazione unica e invariabile) non è seguita da nulla (e.g. "Yamashita-san!"), si pronuncia /N/, cioè una "n" pronunciata con la radice della lingua in zona uvulare, dove cioè si pronuncia la "r" tedesca e francese o la "q" araba (q.g. qalam, qamuus). La vocale viene quindi colpita da una forte nasalizzazione, come in francese o portoghese. -Se dentro la frase, di base si sente /n/ di nave, che di fatto è la pronuncia tipica e basilare. -Se succeduta dai suoni bilabiali /b/ e /p/, esattamente come in italiano, si assimila in /m/. -Se succeduta dai suoni velari /k/ e /g/, si assimila in /ŋ/, come nell'italiano "panca, panchina, fango" o nell'inglese "king". In più, se sono palatalizzate, anche /ŋ/ si palatalizza leggermente, diventando /ŋʲ/. -Diventa "gn" di gnomo /ɳ/ se seguita da "ji", "(d)ji" e "chi", anche con i dittonghi. -Infine il cluster "-nn-" si assimila in /nn/ come in "nonno" e il cluster "-nm-" nella pronuncia rapida ha un esito analogo (e.g. "ranma" らんま, "confusione"). Un esempio di scrittura è la sillaba "kan" ガン, がん. Infine, riguardo specificatamente alle origini di -/n/, serviva ai giapponesi per accomodare la -n finale del Primo Cinese Medio, conservata tuttora in cinese moderno, e anche la codina nasale *-m, assimilatasi alle -n tra il Primo Mandarino e il Mandarino Medio (khanato mongolo e Dinastia Ming). La *-m è ritenuta in coreano, dialetto cantonese e vietnamita (vedi hanja e chu nom) |

A questi suoni, si aggiunge la nozione di allungamento vocalico: quando due vocali identiche sono scritte di fila, si pronuncia un'unica vocale che dura leggermente di più: ああ aa /a:/, いい ii /i:/, うう uu /ɯ:/, ええ ee /e:/, おお oo /o:/. Volendo, nel sistema Hepburn l'allungamento vocalico si può anche indicare con un trattino orizzontale detto "macron" sopra una singola vocale: ā, ē, ī, ō, ū. Un ultimo e diffusissimo allungamento vocalico è presente nella combinazione -おう:
おう, どう, とう, こう, ごう, もう, のう, ろう, そう, ぞう, ほう, ぼう, ぽう, きょう, ぎょう, ちょう, みょう, にょう, しょう, ひょう, びょう, ぴょう, りょう .
La combinazione "ou" si romanizza ō/oo e si pronuncia /o:/. la -u finale deriva dall'accomodamento finale di -/ŋ/ in cinese (conservato tuttora dal Primo Cinese Medio e Old Chinese), reso come */ũ/ nasalizzato, poi /ɯ̃/ e infine assimilatosi. Un esempio famoso è il nome dell'odierna capitale del Giappone, Tōkyō 東京 とうきょう, anticamente detta "Edo" 江戸. Oppure, deriva dalla mutazione di "-au" e "-eu" in "-oo", tale per cui l'accomodamento della pronuncia cinese si allontana da quella originale. Questo allungamento, insieme a "ū/uu", è l'allungamento vocalico più diffuso in giapponese.
Il secondo, "uu" (うう, ゆう), si trova facilmente nei kanji (esattamente come "oo"), cioè i sinogrammi presi a prestito dai giapponesi, e deriva dall'accomodamento dello stop senza rilascio udibile di suono *-p del Primo Cinese Medio: fu adattato come -fu, dopodiché la consonante è caduta ed è rimasta solo a "u", che in svariati casi forma questo allungamento vocalico. La *-p è individuabile in coreano, cantonese, vietnamita e in svariati dialetti cinesi onservativi come il cantonese (famiglia Yue) e svariati Minnan (e.g. l'Amoy Hokkien, il taiwanese, il Teochew, il Quanzhou, lo Shangtou e l'Hakka). Altri allungamenti vocalici presenti in parole native giapponesi derivano da cadute di consonanti, sillabe interne o semivocali durante l'evoluzione della lingua.
Molti altri suoni che sono diventati sillabe derivano da accomodamenti della pronuncia del Primo Cinese Medio in giapponese (*-t, *-k) e sono reperibili nei kanji, ma non costituiscono casi particolari da prendere in analisi.
Tutti i dittonghi che iniziano con w-, se reperiti nei kanji, sono pure accomodamenti dal Primo Cinese Medio ed esistevano già durante l'Old Japanese (la pronuncia della vocale era unica). Oggi, in tutto il vocabolario giapponese, questi dittonghi sono spariti eccetto per "wa". In katakana, degli esempi di sillabe con questi dittonghi arcaici, utili per fare paragoni con le lingue sino-xeniche, per ricostruire il Primo Cinese Medio o per sbrogliare delle mancate corrispondenze nella pronuncia tra giapponese e lingue sino-xeniche, sono グワ(ン) gwa(n), クワ(ン) kwa(n),  グヱ(ン) gwe(n), クヱ(ン) kwe(n), ヱ(ン) we(n), ヰン wi(n).

## Ricostruzione filologica di tutto il kana

### Ricostruzione del katakana
Questa tabella mostra i sinogrammi che hanno originato, tramite delle stilizzazioni a volte estreme, le sillabe del katakana, usato per traslitterare i prestiti in giapponese. Di ogni carattere viene spiegato il significato, per poter capire cosa rappresenta sia esso sia la sillaba katakana che ne deriva. Il lavoro è di stampo filologico, ma può aiutare nella memorizzazione del sillabario. In conclusione, siccome il katakana è formato da caratteri cinesi o loro parti, uno studente di giapponese dovrebbe riconoscerli all'interno dei kanji. Di contro, un conoscitore dei sinogrammi che si avvicina per la prima volta al katakana dovrebbe riconoscere dei pezzi di sinogrammi e fare ipotesi e collegamenti. Si ricorda infine che i due kana sono nati nell'800 d.C. circa: prima non esisteva nessun sillabario giapponese e si scriveva solo con i sinogrammi o per scrivere in cinese classico (文言, wényán, in Giappone chiamato kanbun 漢文) o per rendere a orecchio il suono delle sillabe giapponesi (utilizzo "man'yogana"). I kana sono stati inventati per scrivere le particelle grammaticali giapponesi e la morfologia verbale, per trascrivere le parole straniere e per trascrivere la pronuncia dei kanji (utilizzo "furigana" se le sillabe sono affiancate accanto ai kanji scritti in verticale).
| Katakana   | Kanji | Romaji     | Pinyin  | Spiegazione |
| ---------- | ----- | ---------- | ------- | --- |
| ア         | 阿    | a          | a1      | In cinese medio *'a /ʔa/ con lo stacco glottale/colpo di glottide/glottal stop (ricostruzione e notazione Baxter; se non ci sono indicazioni tonali a fine sillaba e/o come apice o pedice, si indica un'intonazione piana/flat tone). È la parte sinistra del suddetto sinogramma, originariamente 阜, che da sola rappresenta una collina. È anche uno dei 214 radicali Kangxi (康熙部首 こうきぶしゅ), usati anche in cinese, coreano e vietnamita. Un apprendente alle prime armi potrebbe facilmente scambiarlo per il carattere 了. |
| イ         | 伊    | i          | yi1     | In cinese medio *'jij /ʔjij/, è la parte sinistra del sinogramma, 人, che quando si usa come radicale Kangxi si semplifica in 亻. Rappresenta una persona in piedi. |
| ウ; ヴ     | 宇    | u; vu      | yu3     | In primo cinese medio *hjuX (la X, che si può anche mettere come apice, indica l'intonazione crescente nel cinese medio, che in molti casi deriva dalla caduta di un antico colpo di glottide a fine sillaba), è la parte alta del suddetto sinogramma, che rappresenta un tetto. Si può notare come sia imitata la grafia arcaica del tetto, che è tuttora presente in caratteri come 向. È anche un radicale Kangxi. |
| エ         | 江    | e          | jiang1  | In cinese medio *kaewng /kæwŋ/, è la parte destra del suddetto carattere, 工, che rappresenta una squadra da carpentiere e ha anche contribuito a formare caratteri come 壬 e 巨. È anche uno dei radicali Kangxi. |
| オ         | 於    | o          | yu2     | In cinese medio *'jo /ʔjo/, è la parte sinistra del suddetto sinogramma, 方, che in questo preciso contesto rappresenta una mano stilizzata. Una variante del carattere, molto rara, è 扵 ed è la versione originale . Un apprendente alle prime armi potrebbero scambiarlo per 才. |
| ヤ         | 也    | ya         | ye3     | In cinese medio *yaeX, è la parte alta del suddetto sinogramma, che rappresenta un serpente, presente anche in 它. Il significato originale si conserva nel carattere 蛇. |
| ユ         | 由    | yu         | you2    | In cinese medio *yuw, sarebbe un'anfora da cui cola una goccia visibile in alto. I due tratti sono presi dalla parte bassa del carattere, dove c'è la base dell'anfora. Questa interpretazione viene peraltro collegata al carattere 油, che indica l'olio. |
| ヨ         | 與    | yo         | yu3     | In cinese medio *yoX, sono due coppie di mani (una in alto, una in basso) che reggono un oggetto, oggi 与. Per la precisione, ヨ è un pezzo di parte destra del carattere. Un apprendente alle prime armi potrebbe scambiarlo per 彐, che rappresenta il grugno di un maiale come radicale e una mano in svariati caratteri. La sillaba "ye" non esiste in hiragana e in katakana si scrive come イェ. |
| ワ         | 和    | wa         | he2     | In cinese medio *hwa, è un pezzo di parte destra del carattere, 口, che rappresenta una bocca spalancata in passato sorridente e oggi squadrata. I giapponesi hanno costruito questa sillaba dalla versione non arcaica del carattere, che altrimenti sarebbe 稐 o 龢. |
| (ヰ)       | (井)  | (wi)       | (jing3) | È un suono oggi in disuso ma utile qualora si faccia filologia o si studi fino a fondo l'alfabeto. È un pezzo di parte destra del suddetto carattere, che rappresenta la bocca di un pozzo inquadrata dall'alto. Uno studente alle prime armi potrebbe scambiarlo per il componente in basso nei caratteri 降 e 韋. |
| (ヱ)       | (恵)  | (we)       | (hui4)  | È un suono oggi in disuso ed è la stilizzazione della parte alta del suddetto carattere, in cinese 惠. Rappresenta un fuso, 叀, che si può roteare (si pensi al carattere 專/专, un fuso roteato da una mano, e al carattere 轉 in cui si intuisce la presenta delle ruote di un carro che girano). Il carattere, con sotto il cuore, indica la magnanimità e benevolenza e probabilmente si riferisce all'atto filiale delle figlie femmine di dedicarsi ai mestieri domestici. Uno studente alle prime armi potrebbe scambiarlo per una stilizzazione di 亟 o 函. |
| ヲ         | 乎    | wo         | hu1     | In cinese medio *hu, è la stilizzazione dei tre tratti in alto del suddetto carattere, che raffigura uno sbuffo d'aria. Uno studente alle prime armi potrebbe scambiarlo per il componente in alto nel carattere 登. |
| - ン       | 尓    | -n         | er3     | In cinese medio *nejX, sono i due tratti in alto del suddetto carattere, poi dislocati nella stilizzazione. In cinese semplificato è 尔, che deriva da 爾, un telaio pieno di fili intrecciati. Uno studente alle prime armi potrebbe scambiarlo per il carattere 冫. |
| カ; ガ     | 加    | ka; ga     | jia1    | In cinese medio *kae, è la parte sinistra del suddetto carattere, 力, che rappresenterebbe una zappa. Per quanto esistano altre interpretazioni, il suo significato a prescindere è quello di "forza". Si ricorda che si può ottenere la versione sonora della consonante se in alto a destra si aggiunge la nigori, che indica la vibrazione delle due corde vocali. Viceversa, se si toglie la nigori si ottiene la consonante sorda. |
| キ; ギ     | 幾    | ki; gi     | ji3     | In cinese medio *kj+jX /kjɨj/, è la stilizzazione della parte alta del carattere, che rappresenta un paio di bozzoli di seta con in mezzo un'ascia 戍. Oggi, in lingua cinese, indica una piccola quantità. |
| ク; グ     | 久    | ku; gu     | jiu3    | In cinese medio *juwX, è la parte superiore del suddetto carattere, che rappresenta un corpo sdraiato con un bastone di moxa poggiato sopra, visibile in basso. Oggi il carattere che si riferisce alla moxibustione si scrive 灸. Il significato attuale è quello di un lungo periodo di tempo. |
| ケ; ゲ     | 介    | ke; ge     | jie4    | In cinese medio *keaiH /kɛj/ (La "H" indica l'intonazione discendente), è la stilizzazione di gran parte del suddetto carattere, che rappresentava una persona 人 circondata da due coppie di punti per indicare una protezione esterna addosso. Di questi quattro, due sono rimasti e si sono allungati nei due tratti in basso. |
| コ; ゴ     | 己    | ko; go     | ji3     | In cinese medio *kiX, è la parte superiore del suddetto carattere, che rappresenta una corda sinuosa (oggi squadrata) con alcuni punti annodati per contare. Il senso originario resta nel carattere 纪. In caratteri come 改 e 配 è un falso amico perché rappresenta rispettivamente un bambino inginocchiato e una persona inginocchiata. Non va confuso con 已, che rappresenta un feto appena nato e oggi significa grossomodo "terminare". |
| サ; ザ     | 散    | sa; za     | san4    | In cinese medio *sanX la parte in alto a sinistra del suddetto carattere, che rappresenta due fasce di vegetali (come in 麻), a cui poi si è aggiunta la carne, mentre vengono battuti da un bastone in una mano destra, oggi stilizzato e presente in questa forma anche in molti altri caratteri (ex. 改, 教, 傲). Probabilmente la carne sta ad indicare la carne battuta e intenerita. È presente nel vocabolo 松散, "friabile", e oggi in cinese significa anche camminare. Uno studente alle prime armi potrebbe scambiarlo per il carattere 艹 . |
| シ; ジ     | 之    | shi; ji/zi | zhi1    | In cinese medio *tsyi, è la stilizzazione del suddetto carattere, che rappresenta una radice. In passato, la sillaba si poteva pronunciare anche senza palatalizzazione (/si/ e /d͡zi/), oggi inserita a prescindere. |
| ス; ズ     | 須    | su; zu     | xu1     | In cinese medio *sju, la parte bassa del componente a destra del suddetto carattere, che in cinese si scrive 须. Il componente 頁/页 rappresenta una faccia stilizzata (un ciuffo di peli con sotto il naso). |
| セ; ゼ     | 世    | se; ze     | shi4    | In cinese medio *syejH, è la parte interna nel carattere suddetto, che aveva anche una variante arcaica, 丗. Indica il mondo e, secondo quello che scrive Xu Shen (许慎) nello Shuowen Jiezi (说文解字), sarebbe un carattere simile a 卅 sa4, che indica il numero trenta (tre volte 十 interconnesso). Il dieci significa innumerevole, quindi l'insieme di innumerevoli e innumerevoli cose della realtà forma il mondo intero. Un'altra interpretazione collega il carattere alla parte superiore di 枼 in 葉 ye4, che indica le foglie (oggi 叶, carattere che già esisteva come sinonimo di 协, "armonioso" o 协议 "accordo/intesa"). Il carattere 葉 infatti sarebbe il radicale dell'erba, aggiunto successivamente, con sotto un ramo con foglie stilizzato e un albero. Così come le foglie nascono, crescono e muoiono, nel mondo gli uomini e oggetti seguono un ciclo simile. |
| ソ; ゾ     | 曽    | so; zo     | ceng2   | In cinese medio *dzong, è la parte alta del carattere suddetto, che in cinese si scrive 曾. È il disegno di un coperchio di pentola forato in bambù, qui stilizzato come 田, da cui escono degli sbuffi di vapore 八 durante la cottura. Il significato arcaico resta nel vocabolo 甑. |
| タ         | 多    | ta; da     | duo1    | In cinese medio *ta, è la parte alta del carattere suddetto, 夕. Rappresenta una falce di luna. |
| チ         | 千    | chi; d(j)i | qian1   | In cinese medio *tshen, è il carattere che indica il migliaio, con una stilizzazione calligrafica del tratto verticale. Per indicare il migliaio, i cinesi usano il numero dieci 十 sormontato da un tratto obliquo. Secondo un'altra interpretazione, è una persona 人 con in mezzo un tratto verticale. In origine indicava l'atto di muoversi, significato conservato in 迁. Poi, già al tempo di Xu Shen significava "cento". Anticamente, si indicava fino a cinque migliaia se in questo carattere si sostituiva la sbarra con i numeri 一、二、三、亖 (oggi 四)、五. Uno studente alle prime armi potrebbe scambiarlo per il carattere 手 nella suaversione arcaicheggiante, contenuta nel sinogramma 拜. In passato, la sillaba si pronunciava /ti/ e /di/, senza palatalizzazione.                                                                                                |
| ツ         | 川    | tsu; d(z)u | chuan1  | In cinese medio *tsyhwen /t͡ɕʰwen/, una stilizzazione del carattere suddetto, che indica la corrente di un fiume disegnata con inquadratura dall'alto. La sillaba è stata formata dalla versione meno arcaica del carattere, che altrimenti sarebbe stato 巛. La sillaba in passato si pronunciava senza palatalizzazione. Era quindi /tu/ e /du/ con la vocale procheila/arrotondata (oggi ha perso l'arrotondamento). |
| テ         | 天    | te; de     | tian1   | In cinese medio *then, la stilizzazione del carattere suddetto, che indica il cielo: è un tratto orizzontale (in passato una forma quadrata) con sotto la persona in piedi con le braccia distese, 大. |
| ト         | 止    | to; do     | zhi3    | In cinese medio *tsyiH, è la parte alta del carattere suddetto, che indica un piede in posizione statica. Uno studente alle prime armi potrebbe scambiarlo per il carattere 卜. |
| ナ         | 奈    | na         | nai4    | È la parte alta del carattere suddetto, che si usa per scrivere il nome di Nara (奈良), un'antica capitale del Giappone e il nome di un periodo storico in cui la capitale era proprio a Nara, prima di essere spostata a Heian 平安 (oggi Kyoto 京都). Il carattere, secondo Xu Shen, era sinonimo di 果 e quindi rappresenta un albero da frutto, scritto in origine come 柰, un albero con la chiave di lettura 示. Nella parola 柰子 indica la mela asiatica, detta pure 沙果. Uno studente alle prime armi potrebbe scambiarlo per il disegno della mano sinistra, presente per esempio in 布. |
| ニ         | 仁    | ni         | ren4    | In cinese medio *nyin /ɳin/, è il componente a destra del suddetto carattere, 二. Rappresenta il numero due. |
| ヌ         | 奴    | nu         | nu4     | In cinese medio *nu, è il componente a destra del carattere suddetto, 又. Rappresenta la mano destra, di cui sono riconoscibili le dita e un tratto obliquo in basso, verso destra, che rappresenta il braccio. |
| ネ         | 祢    | ne         | mi2     | È il componente a sinistra del suddetto carattere, 示, che si semplifica in 礻se usato come radicale Kangxi. Rappresenta un altare sacrificale a tre gambe. La versione tradizionale e originale del carattere è 禰 . È un carattere molto raro che, secondo Xu Shen, significa 親廟, ossia un tempietto votivo per i propri familiari defunti, in particolare per il proprio padre. |
| ノ         | 乃    | no         | nai3    | In cinese medio *nojX, è il tratto obliquo a sinistra nel suddetto carattere, che indica una corda sinuosa in origine scritta come ㄋ e ancora presente anche come radicale Kangxi in caratteri come 建. Anticamente, era stato preso come prestito per dire "tu" (pronome personale). Uno studente alle prime armi potrebbe scambiarlo per un semplice pie3, il tratto obliquo verso sinistra, 丿. |
| ハ; バ; パ | 八    | ha; ba; pa | ba1     | In cinese medio *peat (la consonante in fondo è uno stop senza rilascio di suono che interrompe la vocale), è un carattere che arcaicamente significava "tagliare, dividere", esattamente come suggerisce la sua grafia. Mentre il suo significato originale resta in caratteri come 分, il suo significato attuale è "otto". Si ricorda che se si aggiunge il "mari" (cerchiolino) alla sillaba, si ottiene il suono /p/, sordo. |
| ヒ; ビ; ピ | 比    | hi; bi; pi | bi3     | In cinese medio *pjijX, è il componente a destra del suddetto carattere, 匕. Tutto il carattere indica due persone vicine. Originariamente significava "essere vicini", poi il significato si è evoluto a quello di "confrontarsi" e "paragonare", tale per cui due persone devono essere vicine. Uno studente alle prime armi potrebbe scambiarlo per il radicale Kangxi 匕, che indica un pugnale o un cucchiaio, di cui è ben visibile il manico. |
| フ; ブ; プ | 不    | fu; bu; pu | bu4     | In cinese medio *pjuw, secondo un'interpretazione è un paio di tratti a sinistra nel carattere suddetto. Indica un seme, oggi sparito, sotto al terreno (一) e tre radici che si diramano. È quindi un seme che germoglia, che si ritrova anche nel carattere 胚, che indica il feto o embrione. Oggi indica la negazione, insieme a caratteri come 非. |
| ヘ; ベ; ペ | 部    | he; be; pe | bu4     | In cinese medio *buwX, è la stilizzazione del componente a destra del carattere, che si scriveva 邑 e indicava la città: in alto c'è una zona recintata o dotata di mura, mentre in basso c'è 巴, che in questo preciso contesto raffigura un uomo fermo e inginocchiato, per indicare un posto in cui si risiede in pianta stabile. Non ha nulla in comune con ア. |
| ホ; ボ; ポ | 保    | ho; bo; po | bao3    | In cinese medio *pawX, è il componente in basso a destra del carattere suddetto. 呆 in isolamento indica una persona con la bocca spalancata e indica lo stare fermi attoniti o una persona stupida. In questo preciso contesto, rappresenta un bambino (altrove si stilizza 子 o, se messo al rovescio, 育 in cima) e tutto il carattere significa "proteggere, garantire": è una persona che sta vicina ad un bambino. Un apprendente alle prime armi potrebbe scambiare il carattere per una versione stilizzata di 木 presente nel carattere 茶. |
| マ         | 末    | ma         | mo4     | In cinese medio *mat, è una stilizzazione estrema dell'interno del carattere suddetto, che indica la cima di un albero, evidenziata con un punto poi assottigliato in un lungo tratto orizzontale. Uno studente alle prime armi potrebbe scambiarlo per la parte superiore del carattere 通. |
| ミ         | 三    | mi         | san3    | In cinese medio *sam, è una stilizzazione sinuosa del carattere suddetto, che indica il numero tre: i tratti sono tutti verso la stessa direzione di 三. Uno studente alle prime armi potrebbe scambiarlo per il carattere 彡 ribaltato. |
| ム         | 牟    | mu         | mou2    | È la parte alta del carattere suddetto, 厶. In questo preciso contesto, indica in questo preciso contesto uno sbuffo d'aria o una bocca poi stilizzata sopra un bue. Tutto il carattere significava "muggire" e si ritrova nel carattere 哞. Uno studente alle prime armi potrebbe scambiarlo per il radicale Kangxi 厶. |
| メ         | 女    | me         | nü3     | In cinese medio nrjoX, è la parte in basso del carattere suddetto, che è anche un radicale Kangxi. Rappresenta una donna inginocchiata. Uno studente alle prime armi potrebbe scambiarlo per il carattere 乂. |
| モ         | 毛    | mo         | mao2    | In cinese medio *maw, è la semplificazione del carattere suddetto, che indica un ciuffo di peli. È anche un radicale Kangxi. Uno studente alle prime armi potrebbe scambiarlo per il carattere 乇. |
| ラ         | 良    | ra         | liang2  | In cinese medio *ljang, è lo spigolo in alto del carattere suddetto, che è il disegno dall'alto di una veranda con una stradina in alto e una in basso. Questo significato si conserva ancora in caratteri come 郎/廊. Uno studente alle prime armi potrebbe scambiarlo per la parte in basso del carattere 今. |
| リ         | 利    | ri         | li4     | In cinese medio *lijH, è il componente a destra del carattere suddetto, 刂, che è la stilizzazione di una lama (per esteso, 刀). Un disegno simile si trova anche nei caratteri 班 e 辨. Nel cinese semplificato, è anche presente nella semplificazione di 師 e 帥, rispettivamente 师 e 帅, ma rappresenta probabilmente delle dune di terra per indicare un accampamento: è quindi un falso amico. |
| ル         | 流    | ru         | liu2    | In cinese medio *ljuw, è la parte nell'angolo in basso a destra del carattere suddetto, che è 川. È quindi un paio di flutti d'acqua in cui è immerso un bambino (子) disegnato sottosopra. Uno studente alle prime armi potrebbe scambiarlo per il carattere 儿. |
| レ         | 礼    | re         | li3     | In cinese medio lejX, è il componente a destra nel carattere suddetto, la cui versione originale è 禮. Indica il rituale ed è un altare a tre gambe con accanto un vaso sacrificale con dentro un paio di piante di grano o un paio di fili a cui sono legati dei dischetti circolari forati di ambra. Tutto il componente a destra si è semplificato anche in cinese in un lungo tratto vagamente simile ad un gancio molto arcuato. |
| ロ         | 呂    | ro         | lü3     | In cinese medio *ljoX, è il componente in alto del suddetto carattere, 口. È una variante di 吕, che secondo Xu Shen indica una coppia di vertebre; secondo un'altra interpretazione, sono due bocche l'una sull'altra per indicare il cantare insieme. Sono presenti anche nel carattere 哥, che oggi indica il fratello maggiore e da cui deriva 歌, la canzone (accanto si riconosce uno sbuffo d'aria sopra una persona). Ad ogni modo, indica il concetto di coppia, che si ritrova pure nel carattere 侣. |

### Ricostruzione dell'hiragana
Un lavoro di ricostruzione analogo a quello svolto nel katakana si può fare anche per l'hiragana, che deriva dalla stilizzazione in blocco di alcuni sinogrammi, che in larga misura corrispondono con quelli che originano il katakana. La pronuncia del kanji in versione on'yomi viene scritta in hiragana per collegarla con la grafia della sillaba, a sua volta collegata al sinogramma. Laddove esistono più lettere on'yomi, viene data quella più simile alla sillaba odierna.
| Hiragana   | Kanji | Romaji     | Pinyin       | Spiegazione |
| ---------- | ----- | ---------- | ------------ | --- |
| あ         | 安    | a          | an1          | Il carattere significa "sicurezza" e rappresenta un tetto familiare con sotto una donna inginocchiata. Oggi è ancora riconoscibile il tetto in alto e la donna schiacciata in basso. La pronuncia del kanji ci assomiglia perché è あん. |
| い         | 以    | i          | yi3          | Il carattere indica il concetto di usare ed è un feto capovolto con accanto un componente che indica la madre, nelle prime versioni fuso col feto per indicare la connessione tra bambino e madre col cordone ombelicale. Il significato di "usare" deriva dall'uso del feto capovolto nel carattere 耜, che invece significa "arare". Il significato originale del feto e madre resta nel carattere 似, che significa "assomigliare", con un riferimento alle somiglianze del figlio con la madre. Oggi sono riconoscibili i due componenti, assottigliati a due linee. Il kanji stesso si pronuncia い. |
| う         | 宇    | u          | yu3          | Il carattere indica uno spazio sconfinato ed è un tetto con sotto uno sbuffo d'aria, che fin dai tempi arcaici ha molti significati, incluso quello di "andare" e "guardare" o viene usato pure per formare il comparativo di maggioranza in un contesto formale. In una versione alternativa, al posto di 于, aveva il componente 盂 per indicare il calice per bere (oggi il calice della rosa). Tutto il carattere insieme indica il cornicione. Oggi sono ancora riconoscibili il tetto e lo sbuffo d'aria. Il kanji stesso si pronuncia う. |
| え         | 衣    | e          | yi1          | Il carattere, che è anche un radicale Kangxi, indica un vestito. Oggi sono ancora riconoscibili il trattino in alto, il tratto obliquo verso sinistra e gli ultimi due ridotti a un ghirigoro. Il kanji stesso si pronuncia え in parole come 衣紋, えもん. |
| お         | 於    | o          | yu2          | Il carattere indica uno sbuffo d'aria con accanto una mano (scritto anche come 扵), presente anche nella variante 方 in questo preciso contesto. Oggi è ancora riconoscibile la mano con lo sbuffo d'aria. Lo stesso kanji si pronuncia お. |
| や         | 也    | ya         | ye3          | Il carattere indica un serpente. Oggi è ancora riconoscibile la parte alta del carattere, diventata sinuosa. Il kanji stesso si pronuncia や nella parola 空也餅 くうやもち, che ha l'aspetto di una polpetta di riso ripiena o di un arancino siciliano senza pastella. |
| ゆ         | 由    | yu         | you2         | Il carattere indica probabilmente un'anfora, inquadrata di fronte, da cui cola una goccia in alto. Oggi è ancora riconoscibile la forma dell'anfora, resa sinuosa, e il tratto verticale che indica la goccia. Il kanji stesso si pronuncia ゆ. |
| よ         | 与    | yo         | yu3          | Il carattere deriva dalla versione semplificata del carattere 舆, a sua volta da non confondere con 與. Raffigura due coppie di mani che spingono un carro. Oggi è ancora riconoscibile la parte in alto del carattere. Il kanji stesso si pronuncia よ. La sillaba "ye" non esiste in hiragana e in katakana si scrive イェ, non avendo una scrittura a sé. |
| わ         | 和    | wa         | he2          | Il carattere, disegnato nella versione non arcaica, indica il concetto di armonia. Oggi è ancora riconoscibile l'albero e un accenno alla bocca. Il kanji stesso si pronuncia わ. |
| (ゐ)       | (為)  | (wi)       | (wei2, wei4) | Il carattere ha parecchi significati ed è il disegno di un elefante che viene trascinato da una mano a destra. Il disegno è ancora più chiaro nella variante 爲, in cui si vedono delle dita in alto. Oggi è ancora riconoscibile la sagoma esterna del carattere. Il kanji stesso oggi si pronuncia い, ma la pronuncia arcaica era ゐ e si trova in parole come 為政者, いせいしゃ. |
| (ゑ)       | (恵)  | (we)       | (hui4)       | Il carattere indica un fuso che si può roteare con sotto un cuore e significa "magnanimità". Oggi è ancora riconoscibile la parte alta del carattere con sotto il cuore stilizzato in uno zig-zag. Oggi il kanji si pronuncia え, ma la pronuncia arcaica era ゑ. |
| を         | 遠    | wo         | yuan3        | Il carattere indica la lontananza, oggi 远 in cinese semplificato. È il radicale del cammino con il componente 袁, che indica un lungo vestito. In cima è stato aggiunto un piede 止, poi stilizzato in 土. Secondo un'altra interpretazione, significa mettersi il vestito addosso e percorrere una lunga strada. Oggi è ancora riconoscibile la parte in alto del carattere e una forma ovale che accenna al radicale del cammino. Il kanji in pronuncia on'yomi è おん in parole come 久遠 くおん, quindi la pronuncia non corrisponde. Oggi questa sillaba è molto usata per marcare il complemento oggetto e di solito in questo contesto si pronuncia お. |
| - ん       | 无    | -n         | wu2          | In cinese medio *mju, significa "non avere". Oggi in cinese moderno sostituisce 無, che e una donna 大, oggi stilizzata in mezzo al carattere, con nelle mani due rami o forse due code di bue piene di peli. A sua volta, se si disegnano due piedi in direzioni opposte al posto delle punte dei rami o peli della coda, si ottiene il carattere "ballare, danzare" 舞, in cui la donna effettua una danza con in mano i rami o le code. In una delle versioni del carattere ballare, si era aggiunto nel carattere già molto affastellato 亡, che indica perire/sparire e nascondersi, quindi forse era una danza in una cerimonia commemorativa. 亡 e 无 peraltro anticamente erano intercambiabili. Oggi è ancora riconoscibile la parte in basso del carattere. Il kanji si pronuncia む.                                 |
| か; が     | 加    | ka; ga     | jia1         | Il carattere significa "aggiungere". Si ricorda che aggiungendo la nigori/impurità in alto, che indica la vibrazione delle due corde vocali, si ottiene la controparte sonora. Oggi è ancora riconoscibile la parte a sinistra e un tratto della bocca. Il kanji stesso si pronuncia か. |
| き; ぎ     | 幾    | ki; gi     | ji3          | Il carattere indica una piccola quantità. Il kanji stesso si pronuncia き in parole come 幾何学, きかがく. Oggi è ancora riconoscibile la parte alta, con le due file di bozzoli di seta e l'alabarda, e un ovale che accenna al tratto orizzontale e alla parte bassa del carattere. Uno studente alle prime armi potrebbe confonderlo con una stilizzazione del carattere 去. |
| く; ぐ     | 久    | ku; gu     | jiu3         | Il carattere, nel suo significato originale e arcaico, indica la moxibustione, mentre oggi indica un lungo periodo di tempo. Oggi è ancora riconoscibile un pezzo di corpo sdraiato e il bastoncino di moxa. Il kanji stesso si pronuncia く in parole come 久米歌, くめうた. |
| け; げ     | 計    | ke; ge     | ji4          | Il carattere indica il concetto di calcolare, pianificare ed è il radicale Kangxi della parola con accanto il numero dieci, per ribadire l'idea di calcolare. In cinese semplificato si disegna 计. Oggi è ancora riconoscibile il radicale a sinistra, ridotto a un tratto, e il numero dieci a destra, reso sinuoso. Il kanji stesso si pronuncia けい. |
| こ; ご     | 己    | ko; go     | ji3          | Il carattere indica il concetto di se stessi. Oggi è ancora riconoscibile un accenno alla parte alta del carattere e tutta la parte bassa. Il kanji stesso si pronuncia こ in parole come 克己, こっき. |
| さ; ざ     | 左    | sa; za     | zuo3         | Il carattere indica la direzione sinistra ed è una mano sinistra con in mano un oggetto, che a prima vista sembra una squadra da carpentiere. Il significato originale era aiutare e sopravvive in 佐. Oggi è ancora riconoscibile un accenno alla mano sinistra e alla parte bassa del carattere. Lo stesso kanji si pronuncia さ. |
| し; じ     | 之    | shi; ji/zi | zhi1         | Il carattere indica una radice e ha parecchi significati, tra cui "questo/a; ciò" come complemento oggetto nel wenyan/cinese classico. Oggi è ancora riconoscibile la parte bassa del carattere. Il kanji stesso si pronuncia し in parole come 之繞 しんにょう, che indica il radicale Kangxi del cammino 辵. In passato, la sillaba si poteva pronunciare anche senza palatalizzazione (/si/ e /d͡zi/), oggi inserita a prescindere. Uno studente alle prime armi potrebbe scambiare il carattere con 乚. |
| す; ず     | 寸    | su; zu     | cun4         | Indica il pollice cinese, un'antica unità di misura, ma in molti sinogrammi indica una mano stilizzata, esattamente come 彐. Oggi è ancora riconoscibile la forma a croce e un cerchio al posto del punto per non staccare la penna/pennello dal foglio. Il kanji stesso si pronuncia すん. |
| せ; ぜ     | 世    | se         | shi4         | Il carattere indica il mondo. Oggi è ancora riconoscibile il contorno del carattere e due tratti della parte interna. Il kanji stesso si pronuncia せい in parole come 世紀, せいき. |
| そ; ぞ     | 曽    | so; zo     | ceng2        | Il carattere indica il vapore che esce da una pentola dal coperchio di bambù forato. A causa della pronuncia, in cinese viene anche usato per indicare l'avverbio "in passato". Oggi è ancora riconoscibile un accenno alla parte alta del carattere e un ovale che riprende la parte bassa. Il kanji stesso si pronuncia そう in parole come 曽祖母, そうそぼ. |
| た; だ     | 太    | ta; da     | tai4         | Il carattere indica l'enormità o il concetto di importanza e venerazione (come ad esempio nella parola cinese 太太, "signora") ed è un uomo con le braccia distese con sotto un tratto orizzontale, poi allungatosi in un punto. Oggi è ancora riconoscibile il carattere 太 con la parte sinistra dislocata rispetto alla parte destra. Il kanji stesso si pronuncia た in parole come 太郎月, たろうづき. |
| ち; ぢ     | 知    | chi; d(j)i | zhi1         | Il carattere indica la conoscenza ed è una freccia accanto a una bocca, a suggerire la pletora di parole che un sapiente può dire se conosce e capisce un argomento. È facilmente confondibile con さ ma la sillaba ち, simmetrica, ha un rigonfiamento verso la propria destra che indica una bocca e l'atto di parlare. Oggi è ancora riconoscibile un accenno alla freccia e, in basso, una forma ovale che riprende il contorno della bocca, come nella sillaba わ/和. Lo stesso kanji si pronuncia ち, che tuttavia in tempi arcaici era un suono non palatalizzato, /ti/ e /di/. |
| つ; づ     | 川    | tsu; d(z)u | chuan1       | Il carattere indica i flutti di un fiume. Oggi il carattere è irriconoscibile, ma つ si può pensare come un flutto d'acqua. Se la sillaba è di proporzioni piccole, indica invece la tensificazione/geminazione/raddoppio della consonante successiva. Il kanji si pronuncia せん in parole come 川柳, せんりゅう, quindi non combacia. In passato, la sillaba si pronunciava non palatalizzata, come /tu/ e /du/ con la vocale /u/ procheila/arrotondata (oggi ha anche perso l'arrotondamento) |
| て; で     | 天    | te; de     | tian1        | Il carattere indica il cielo. Oggi è ancora riconoscibile una parte del carattere a destra. Il kanji stesso si pronuncia てん. |
| と; ど     | 止    | to; do     | zhi3         | Il carattere indica il piede in posizione statica e significa "fermarsi". Oggi è ancora riconoscibile il tratto verticale più lungo e una forma ovale che accenna ai due tratti orizzontali originali. Il kanji stesso si pronuncia と. |
| な         | 奈    | na         | nai4         | Il carattere indica un albero da frutto. Oggi è ancora riconoscibile un pezzo del carattere 大 a sinistra e una stilizzazione di 示 . Il kanji stesso si pronuncia な, per esempio nella città di 奈良 なら, antica capitale del Giappone prima del periodo Heian. |
| に         | 仁    | ni         | ren4         | Il carattere indica la benevolenza ed è una persona con accanto il numero due, presente anche in altre versioni arcaiche di caratteri come 匀 (勻), che indica l'uniformità. Significa quindi trattare tutti gli altri come se fossero se stessi e allo stesso modo, senza parzialismi e preferenze. Oggi è ancora riconoscibile la persona a sinistra, ridotta ad un tratto (esattamente come la parola in け/計) e una stilizzazione del numero due. Il kanji stesso si pronuncia にん in parole che indicano dei periodi di tempo come 仁安, にんあん. |
| ぬ         | 奴    | nu         | nu4          | Il carattere indica la schiavitù ed è una donna inginocchiata con accanto una mano destra che la tiene ferma, quasi a ricordare il componente a destra dei caratteri 报 e 服, in cui viene tenuto fermo uno schiavo inginocchiato. Oggi è ancora riconoscibile la donna laddove ci sono due tratti a sinistra che sembrano incrociarsi (anche in あ/安), mentre a destra si pu; vedere la mano destra, con una forma chiusa e un tratto obliquo sporgente. Lo stesso kanji, tra le varie pronunce, include il suffisso め, che non corrisponde. |
| ね         | 祢    | ne         | mi2          | Il carattere indica il tempietto votivo per i propri familiari defunti, in particolare per il proprio padre. Oggi è ancora riconoscibile l'altare sacrificale a sinistra, stilizzato come se fosse un albero (わ/和), e un accenno al telaio nella stessa maniera in cui è stilizzato な/奈 e ぬ/奴. Il kanji stesso si pronuncia ね. |
| の         | 乃    | no         | nai3         | Il carattere indica una corda piegata ed è abbastanza simile a 己. Oggi è ancora riconoscibile il tratto a sinistra, che nella stilizzazione calligrafica si collega alla parte superiore senza che si stacchi la penna/pennello dal foglio, e la parte a destra resa sinuosa. Quindi il carattere si disegna in un solo movimento. Il kanji stesso si pronuncia の se riferito all-omonima particella che indica il possesso, come 的 in cinese moderno. |
| は; ば; ぱ | 波    | ha; ba; pa | bo1          | Il carattere indica le onde ed è il radicale Kangxi dell'acqua con accanto la pelle per indicare la superficie del mare. Oggi è ancora riconoscibile il radicale delle tre gocce d'acqua fuse in un'unica linea (come succede anche con il radicale della parola e della persona), il tratto orizzontale in alto e la mano stilizzata, esattamente come in ぬ. Il kanji stesso si pronuncia は in parole come 波浪, はろう. Si ricorda che se si aggiunge alla sillaba il "mari" (cerchiolino), si ottiene il suono /p/, sordo. |
| ひ; び; ぴ | 比    | hi; bi; pi | bi3          | Il carattere indica il concetto di "confrontarsi" e "paragonare". Oggi è ancora riconoscibile il componente a sinistra 匕 e un accenno molto vago al carattere a destra. Il kanji stesso si pronuncia ひ. Uno studente alle prime armi potrebbe scambiarlo per il carattere 凵 stilizzato. |
| ふ; ぶ; ぷ | 不    | fu; bu; pu | bu4          | Il carattere indica un seme che mette delle radici sottoterra e oggi indica la negazione. Oggi è ancora riconoscibile la forma a 丅 dentro il carattere, resa sinuosa e disegnata in un solo movimento. Accanto gli ultimi due tratti dislocati. Il kanji stesso si pronuncia ふ. Uno studente alle prime armi potrebbe scambiarlo per il carattere 心, presente anche nella parte in basso di 添 e 慕. |
| へ; べ; ぺ | 部    | he; be; pe | bu4          | Il carattere indica oggi, tra i suoi vari significati, il concetto di "parte, componente" e anticamente, secondo Xu Shen, era un nome di luogo. Oggi il carattere è irriconoscibile: tutto il componente a sinistra è diventato un tratto e tutto il componente a destra ha subito un destino analogo. Lo stesso kanji si pronuncia べ in parole come 部民, べみん. |
| ほ; ぼ; ぽ | 保    | ho; bo; po | bao3         | Il carattere indica l'atto di proteggere ed è una persona accanto ad un bambino. Oggi è ancora riconoscibile la persona a lato, assottigliata in una linea (come in に), e il bambino a lato, di cui la testa si è assottigliata in una linea e il corpo in basso è diventato un tratto sinuoso. Lo stesso kanji si pronuncia ほ. |
| ま         | 末    | ma         | mo4          | Il carattere indica la conclusione, il termine, ed e una pianta con la cima evidenziata da un punto, poi assottigliato in un lungo tratto orizzontale. Oggi è ancora riconoscibile gran parte del carattere. Solo la parte inferiore è diventata un tratto sinuoso per stilizzare le radici, esattamente come succede in ほ, che ha un componente graficamente simile. Il kanji stesso si pronuncia まつ per riprodurre lo stop consonantico a fine sillaba nel cinese medio. Uno studente alle prime armi potrebbe scambiarlo per il carattere 丰. |
| み         | 美    | mi         | mei3         | Il carattere indica il concetto di bellezza ed è una persona 大 che indossa un copricapo decorato con corna o piume di pavone. Oggi è ancora riconoscibile la stilizzazione di 大. Lo stesso kanji si pronuncia み. |
| む         | 武    | mu         | wu3          | Il carattere indica la disciplina militare ed è una balestra col dardo 弋 con accanto il concetto di giusto/retto 正, con un lontano alla "retta via" nel senso letterale del termine perché in basso si riconosce il piede 止. Qui il carattere 正 è aperto in due e dislocato, esattamente come succede al carattere 衣 in sinogrammi come 衮 . Oggi è ancora riconoscibile la stilizzazione della balestra con un cerchiolino, che è un vago riferimento al componente a sinistra. Lo stesso kanji si pronuncia む in parole come 武者, むしゃ. |
| め         | 女    | me         | nü3          | Il carattere indica la donna e il sesso femminile. Oggi è ancora riconoscibile la stilizzazione della donna come due tratti che quasi si incrociano, esattamente come succede in ぬ e あ. Lo stesso kanji si pronuncia め in parole come 女神, めがみ anche se [ la pronuncia kun-yomi. In pronuncia on'yomi, quella che si avvicina di più è にょう in parole come 女房, にょうぼう. |
| も         | 毛    | mo         | mao2         | Il carattere indica il pelo o le piume. Oggi è ancora riconoscibile il pelo senza il primo tratto in alto. Lo stesso kanji si pronuncia もう. |
| ら         | 良    | ra         | liang2       | Il carattere indica la veranda e, come significato odierno, include "ottimo; molto". Oggi è ancora riconoscibile il trattino in alto al carattere e una forma sinuosa in basso, un riferimento agli ultimi due tratti in basso a destra. Lo stesso kanji si pronuncia ら per esempio nel toponimo 奈良 Nara, mentre la pronuncia on'yomi che più si avvicina a quella moderna è りょう. |
| り         | 利    | ri         | li4          | Il carattere indica le piante di grano mietute da una falce e il significato attuale è "beneficio". Oggi è ancora riconoscibile un minuscolo tratto che stilizza il grano e un tratto sinuoso molto largo che stilizza la falce. Lo stesso kanji si pronuncia り. |
| る         | 留    | ru         | liu2         | Il carattere indica il concetto di "restare" (ma non nel vocabolo 留学, studiare all'estero). La parte in cima al carattere deriva da 丣 (cioè 酉, un ramo terrestre che raffigura un'anfora di vino e che qui, per la pronuncia, indica l'alba, poi stilizzatosi in due bocche 吅 diventate poi i due componenti in cima), sotto c'è un campo o risaia, tutto insieme indica "restare\rimanere" e il carattere suggerisce il restare tutto il giorno, fin dall'alba, nel campo ad arare e coltivare. Oggi è ancora riconoscibile un tratto orizzontale che stilizza i due componenti in alto e una forma rotonda con un cerchiolino che stilizza il campo coltivato e diviso in quattro settori. Lo stesso kanji si pronuncia る in parole come 留守, るす. Una pronuncia on'yomi più simile a quella cinese moderna è りゅう. |
| れ         | 礼    | re         | li3          | Il carattere indica la cerimonia. Oggi è ancora riconoscibile l'altare sacrificale a tre gambe stilizzato a lato (esattamente come ね/祢 e come anche l'albero a lato), insieme a un riferimento al tratto simile a un gancio nella sezione a destra. Il kanji si pronuncia れい, quindi la pronuncia ricalca quella del cinese medio. |
| ろ         | 呂    | ro         | lü3          | Il carattere indica una coppia di vertebre o due bocche che cantano insieme. Il carattere è facilmente confondibile con る, che però ha un pallino vuoto che indica un settore del campo coltivato o risaia in cui si sta e lavora. Oggi la parte in alto è stilizzata, mentre la parte in basso ha il contorno della vertebra o bocca, ben riconoscibile per chi conosce la stilizzazione di ち/知 e わ/和. Anche la risaia/campo 田 ha un contorno quadrato stilizzato in modo simile, る, in cui però si evidenzia una porzione di risaia. Il kanji stesso si pronuncia ろ in parole come 呂律, ろれつ. |